# Université Kyorin
 (novembre 2024).

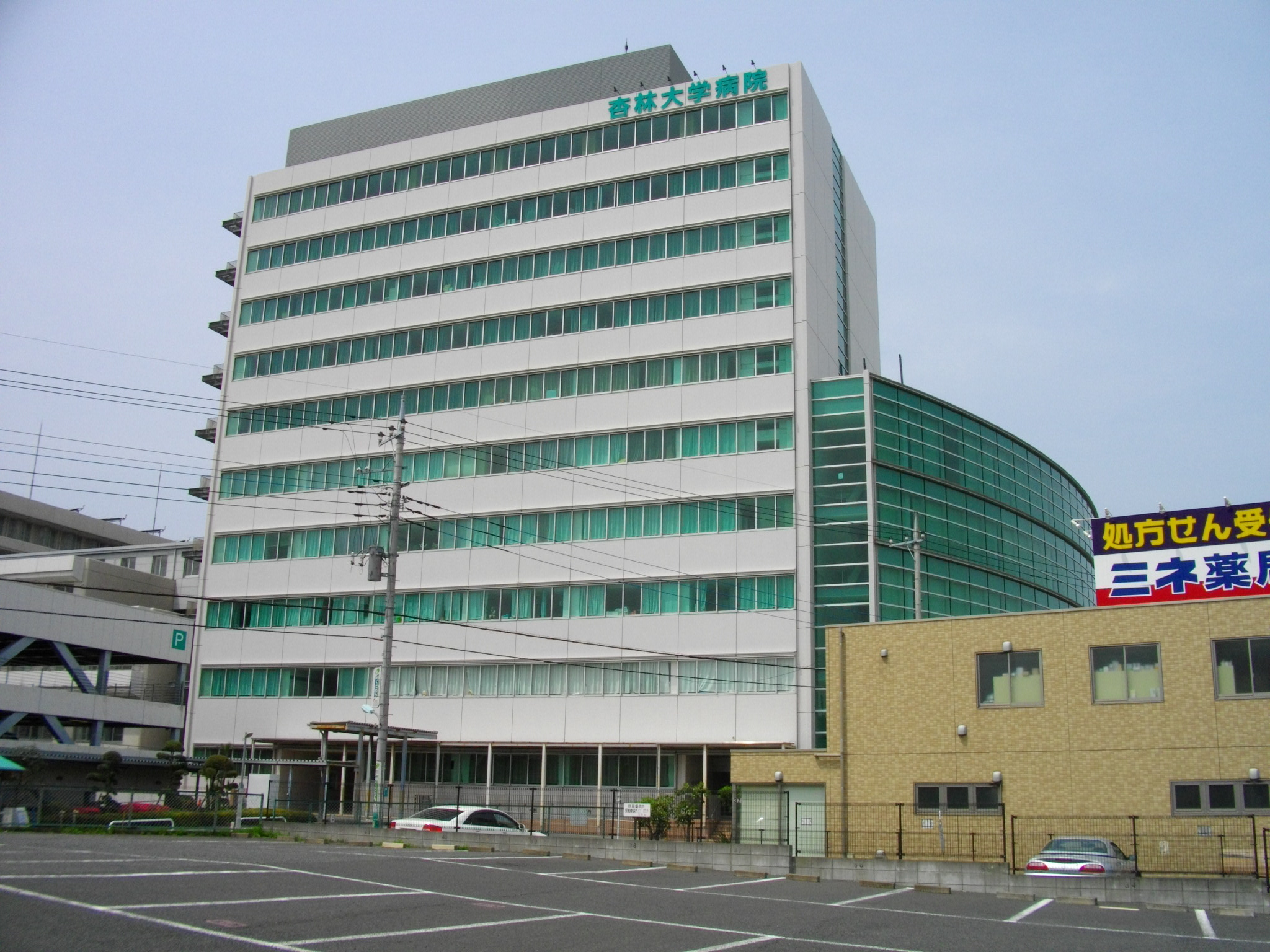

L'université Kyorin (杏林大学, Kyorin daigaku) est une université privée située à Mitaka, dans la préfecture de Tokyo. Elle compte 4 facultés, 3 graduate schools.

## Composition
L'université de Kyorin est composée de plusieurs facultés : 
- Campus de Mitaka (Mitaka) : Siège
  - Faculté de médecine
- Campus de Inokashira (Mitaka)
  - Faculté de science et  santé
  - Faculté de sciences sociales
  - Faculté de langue étrangère
- Graduate school
- Campus de Hachiōji (Hachiōji)